# Wołodymyr Hudyma
Wołodymyr Jarosławowycz Hudyma, ukr. Володимир Ярославович Гудима (ur. 20 lipca 1990) – ukraiński piłkarz, grający na pozycji napastnika.

## Kariera piłkarska

### Kariera klubowa
Jest wychowankiem klubu Karpaty Lwów, barwy którego bronił w juniorskich mistrzostwach Ukrainy (DJuFL). Rozpoczął karierę piłkarską najpierw w drugiej i rezerwowej drużynie Karpat, a 5 maja 2010 debiutował w pierwszym zespole w meczu z Krywbasem Krzywy Róg (0:2). 15 sierpnia 2014 jako wolny agent przeszedł do Nywy Tarnopol. 4 lutego 2015 roku podpisał kontrakt z Chrobrym Głogów. 3 stycznia 2017 opuścił klub z Głogowa.

### Kariera reprezentacyjna
Od 2006 występował w juniorskiej reprezentacji U-17 i U-19. Od 2010 broni barw młodzieżowej reprezentacji Ukrainy.